# Igreja de São Pedro (Pavenham)
A Igreja de São Pedro é uma igreja listada como Grau I em Pavenham, Bedfordshire, Inglaterra. Tornou-se um edifício listado no dia 13 de julho de 1964.
Os painéis esculpidos e ricos trabalhos em madeira são principalmente de data jacobina; foram instalado no século XIX por Thomas Abbot Green de Pavenham Bury.